# Chromalveolata (classification phylogénétique)
Cette page a pour objet de présenter un arbre phylogénétique des Chromalveolata (Chromista, Chromistes, Chromalvéolés, Chromoalvéolés), c'est-à-dire un cladogramme mettant en lumière les relations de parenté existant entre leurs différents groupes (ou taxa), telles que les dernières analyses reconnues les proposent. Ce n'est qu'une possibilité, et les principaux débats qui subsistent au sein de la communauté scientifique sont brièvement présentés ci-dessous, avant la bibliographie.

## Arbre phylogénétique
Le cladogramme présenté ici ne possède qu'une valeur indicative. Il n'est pas forcément consensuel, et on peut toujours se référer à la bibliographie au bas de l'article.
Le symbole ▲ renvoie à la partie immédiatement supérieure de l'arbre phylogénétique du vivant. Le signe ► renvoie à la classification phylogénétique du groupe considéré. Tout nœud de l'arbre portant plus de deux branches montre une indétermination de la phylogénie interne du groupe considéré.
Les habitudes typographiques des botanistes et des zoologistes sont différentes. Ici, par commodité de lecture, et certains groupes actuels relevant des deux domaines traditionnels, les noms de taxons supérieurs au genre sont tous écrits en caractères droits, les noms de genres ou d'espèces en italiques.
À la suite d'un taxon, sa période d'apparition, quand elle est connue, peut être indiquée suivant la légende suivante :
(Plé) : Pléistocène ; (Pli) : Pliocène ; (Mio) : Miocène ; (Oli) : Oligocène ; (Éoc) : Éocène ; (Pal) : Paléocène ; (Cré) : Crétacé ; (Jur) : Jurassique ; (Tri) : Trias ; (Per) : Permien ; (Car) : Carbonifère ; (Dév) : Dévonien ; (Sil) : Silurien ; (Ord) : Ordovicien ; (Camb) : Cambrien ; (Edi) : Édiacarien. Pour plus de précision si possible, (-) : inférieur ; (~) : moyen ; (+) : supérieur.

- ▲
  - Chromista ou Chromalveolata s.l.
    - Harosa ou groupe SAR
      - Rhizaria ►
      - Halvaria
        - Heterokonta ou Stramenopiles ►
        - Alveolata ou Alveolobionta
          - Ciliophora ou Ciliata ►
          - ...
            - Colponemea
            - Miozoa ou Myzozoa
              - Dinozoa ou Dinoflagellata ►
              - ...
                - Apicomonadea ou Colpodellidae
                - Chromerida
                - Apicomplexa ou Sporozoa ►

    - Hacrobia
      - Picobiliphyta ou Biliphyta
      - Telonemia
      - Cryptista
        - Katablepharida ou Kathablepharida
        - Cryptophyta
          - Goniomonadaceae
          - ...
            - Pyrenomonadaceae
            - ...
              - Proteomonas
              - ...
                - ...
                  - Falcomonas
                  - ...
                    - Hemiselmidaceae
                    - Chroomonadaceae

                - ...
                  - ...
                    - groupe Teleaulax
                    - groupe Geminigera

                  - ...
                    - Cryptomonas
                    - groupe Guillardia

      - ...
        - Centrohelea ou Centroheliozoa
          - Pterocystina
            - Pterocystidae
            - Choanocystidae
            - Heterophryidae

          - Acanthocystina
            - Acanthocystidae
            - Raphidiophryidae
            - Marophryidae

        - Haptophyta
          - Pavlovophyceae
          - Prymnesiophyceae
            - Prymnesiales
            - Phaeocystales
            - Isochrysidales
              - Prinsiaceae
              - Gephyrocapsaceae
              - Isochrysidaceae
              - Ochrosphaeraceae
              - Hymenomonadaceae

            - Coccolithophorales
              - Zygodiscaceae
              - Calciosoleniaceae
              - Pontosphaeraceae
              - Syracosphaeraceae
              - Helicosphaeraceae
              - Coccolithophoraceae
              - Rhabdosphaeraceae
              - Braarudosphaeraceae
              - Halopappaceae
              - Ceratolithaceae

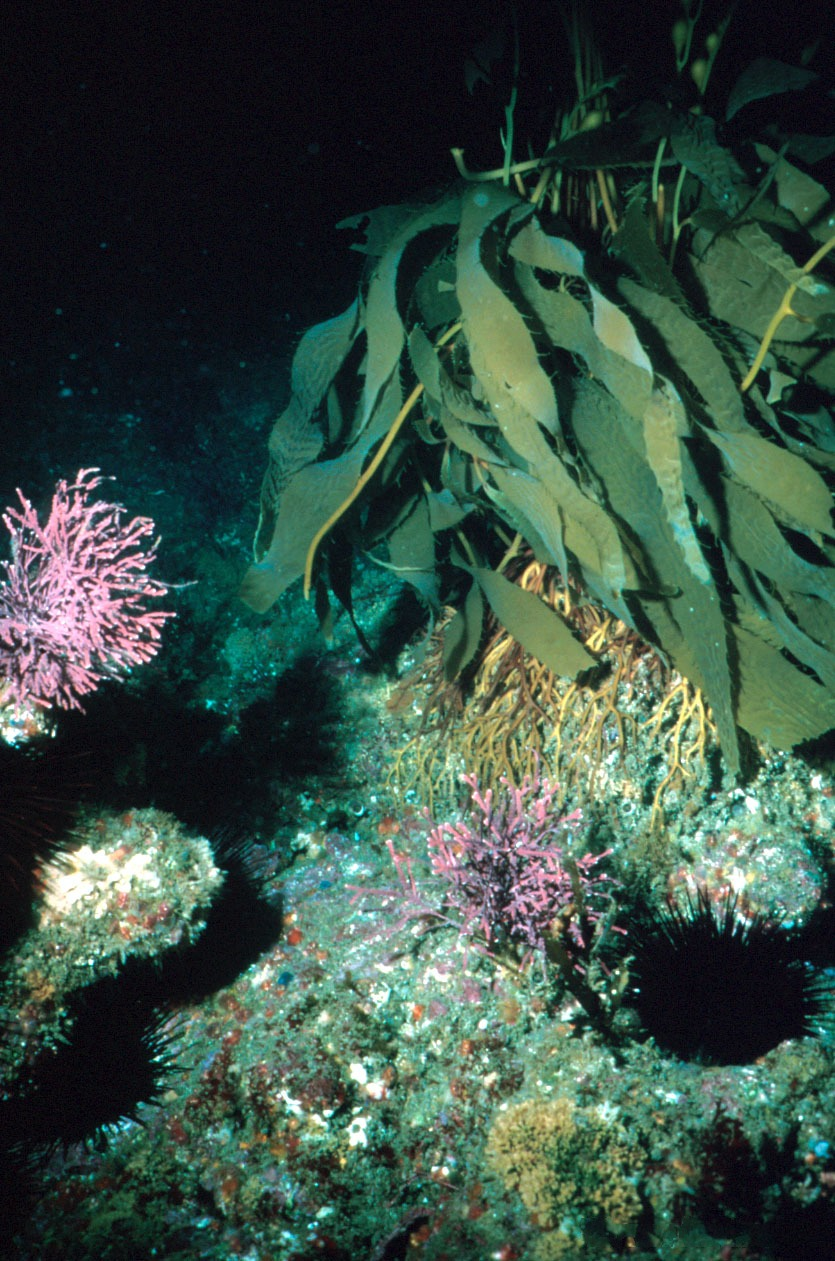
Macrocystis pyrifera (Phaeophyceae, Laminariales)
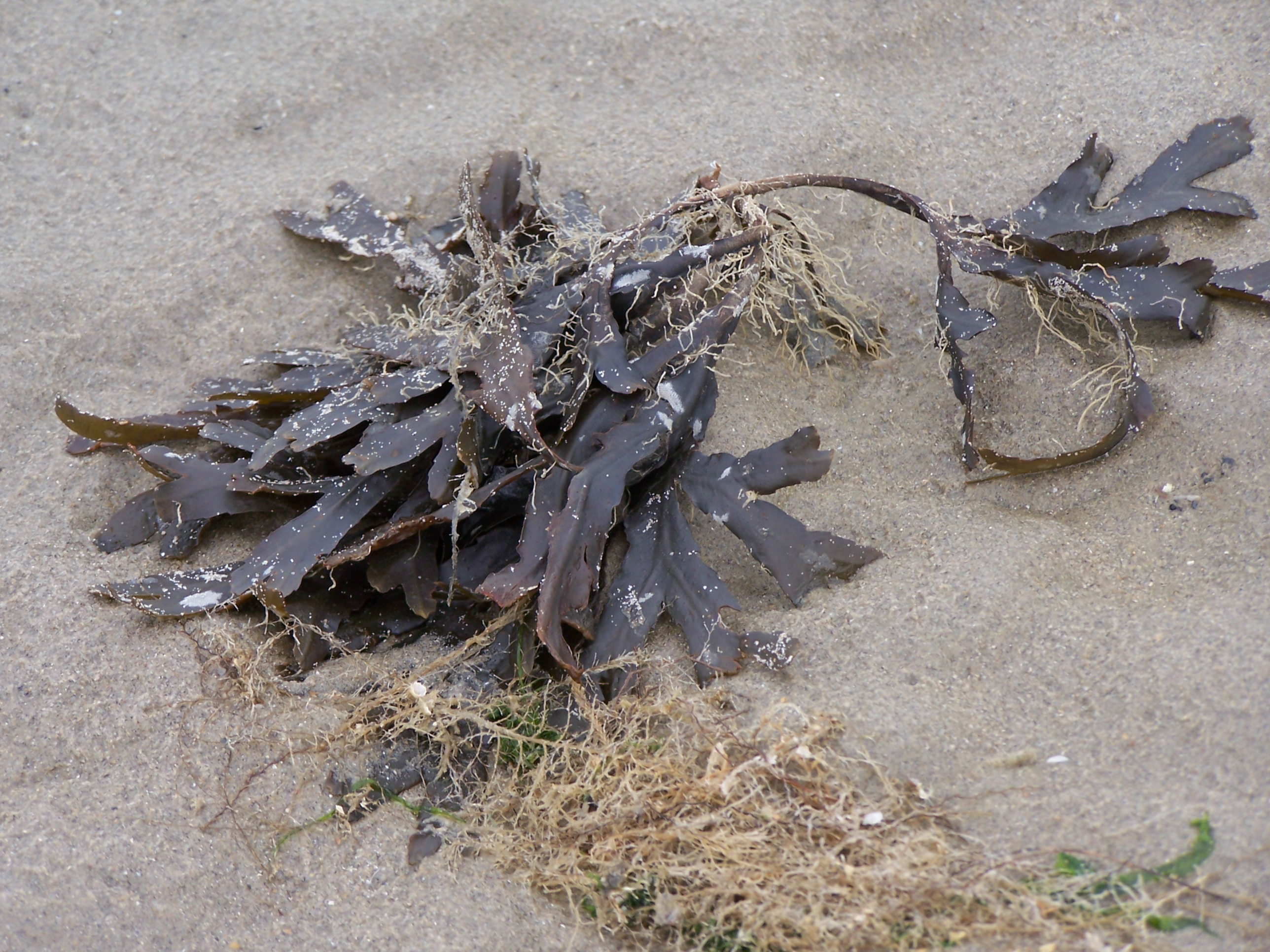
Fucus indéterminé en laisse de mer (Phaeophyceae, Fucales)
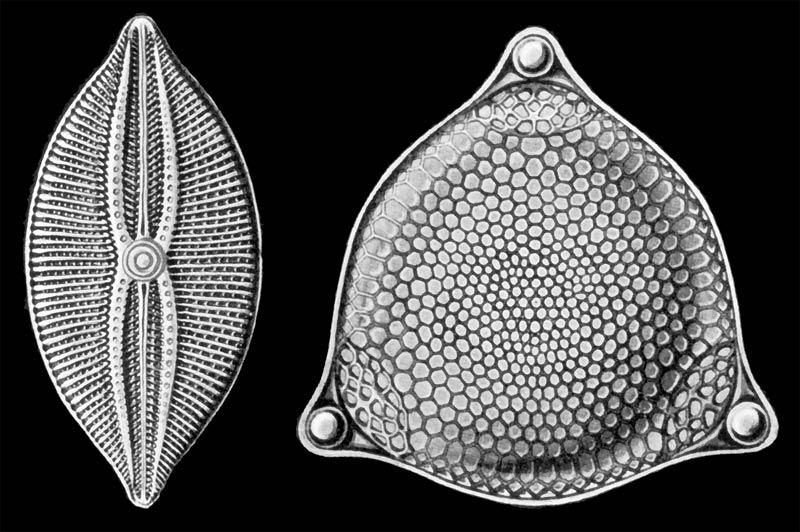
Diatomeae, d'après Haeckel (1914) : Kunstformen der Natur
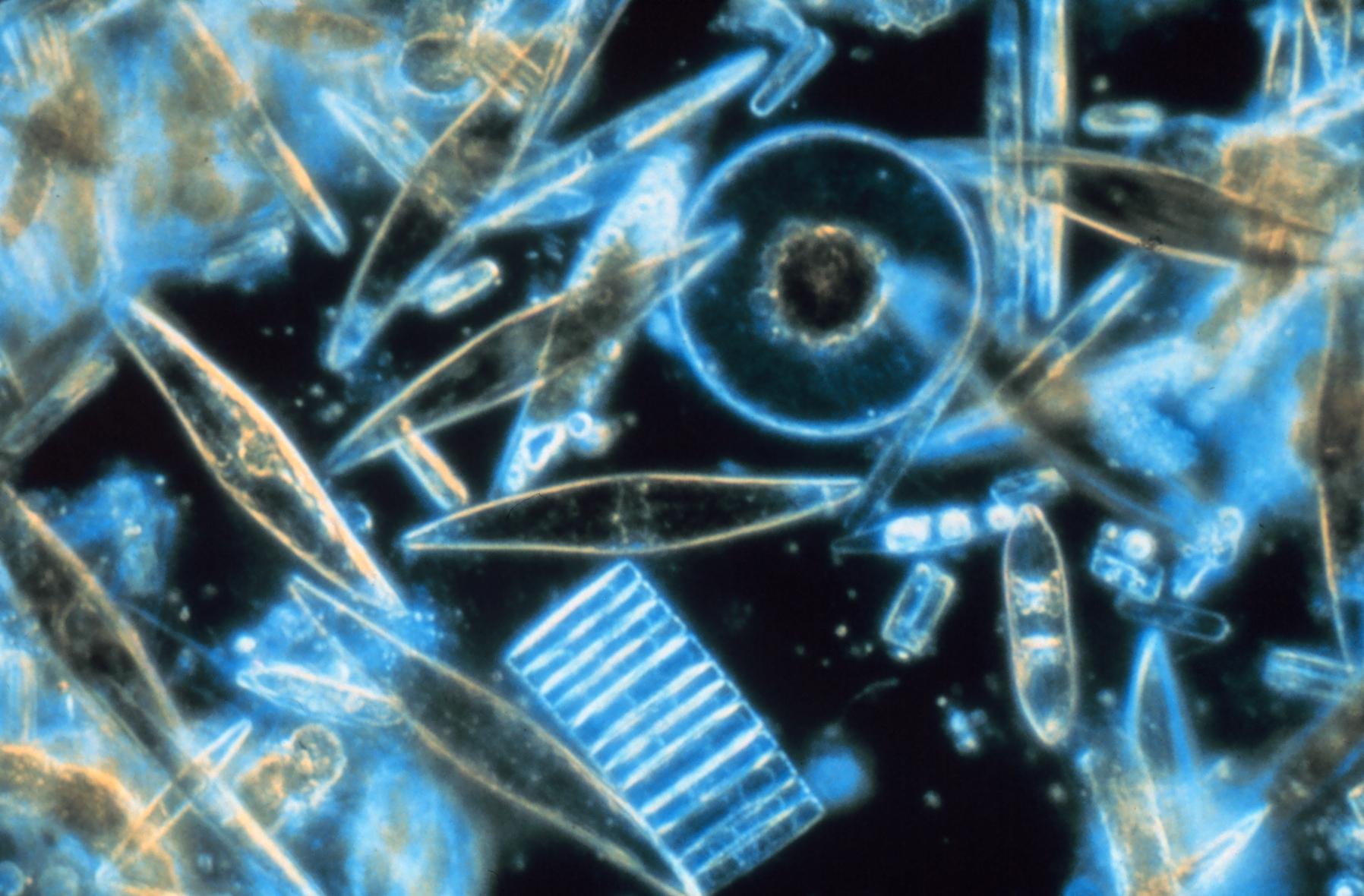
Diatomées marines
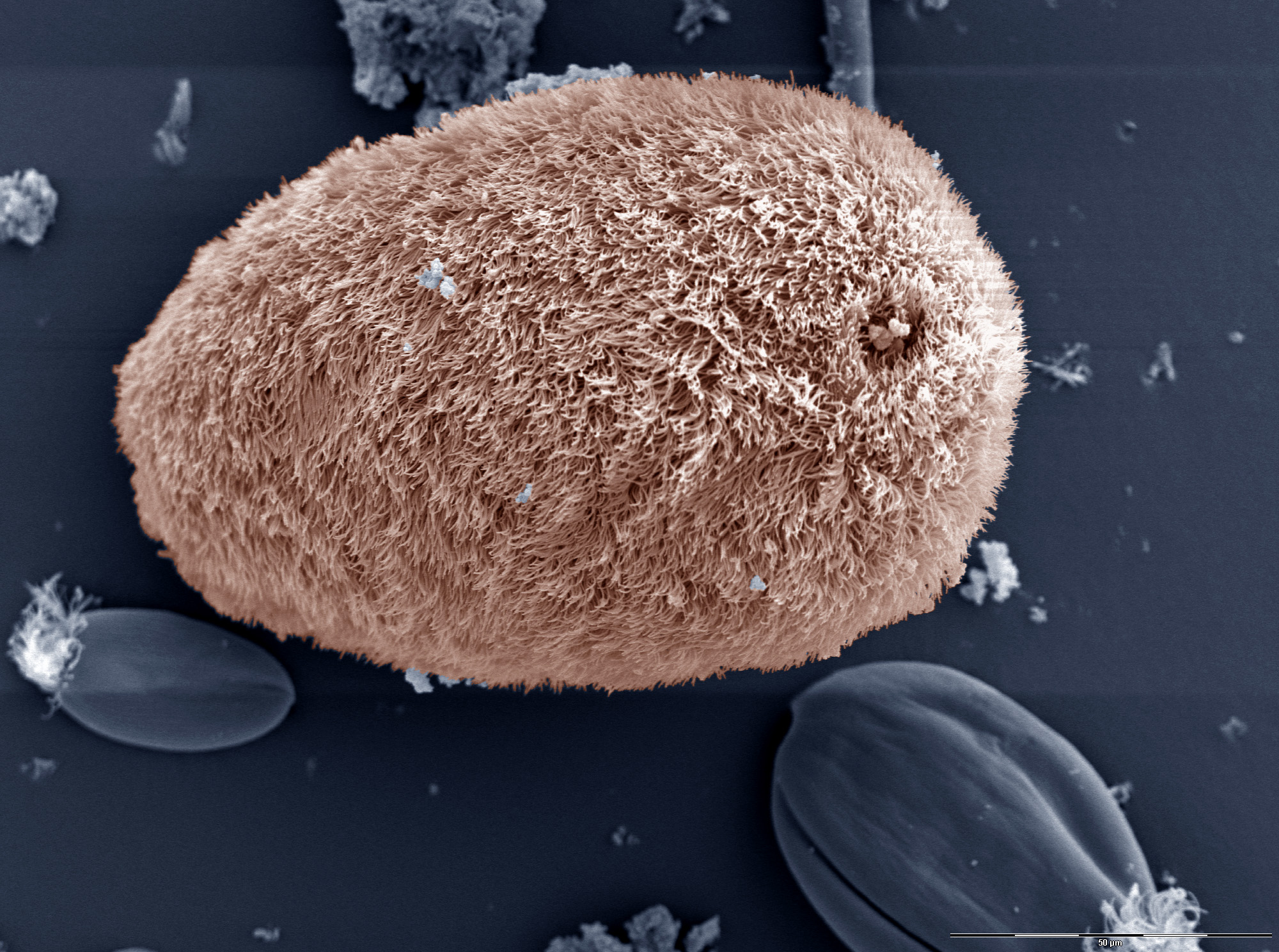
Isotricha intestinalis (Ciliata)
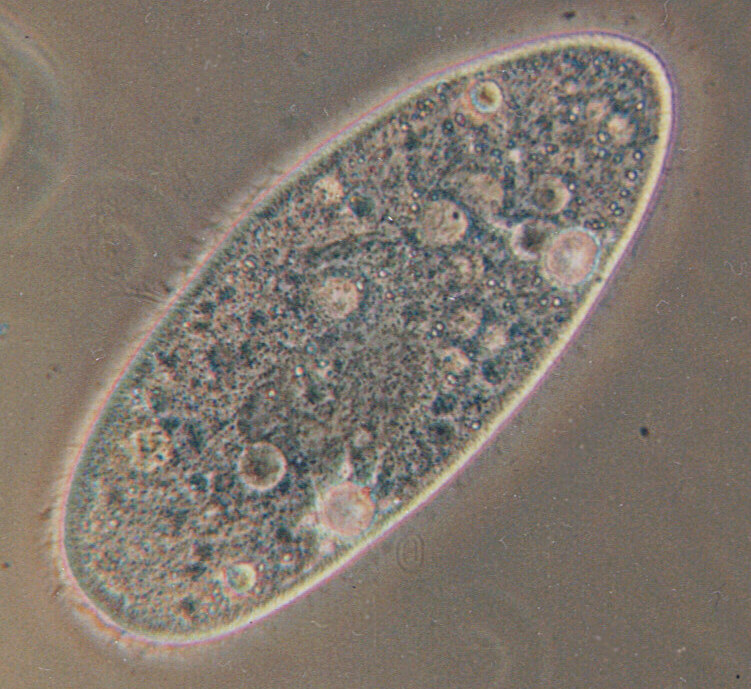
Paramecium aurelia (Ciliata)
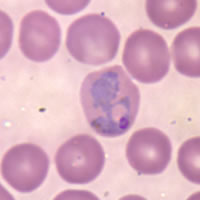
Plasmodium vivax (Plasmodiidae), l'agent d'une des formes de paludisme
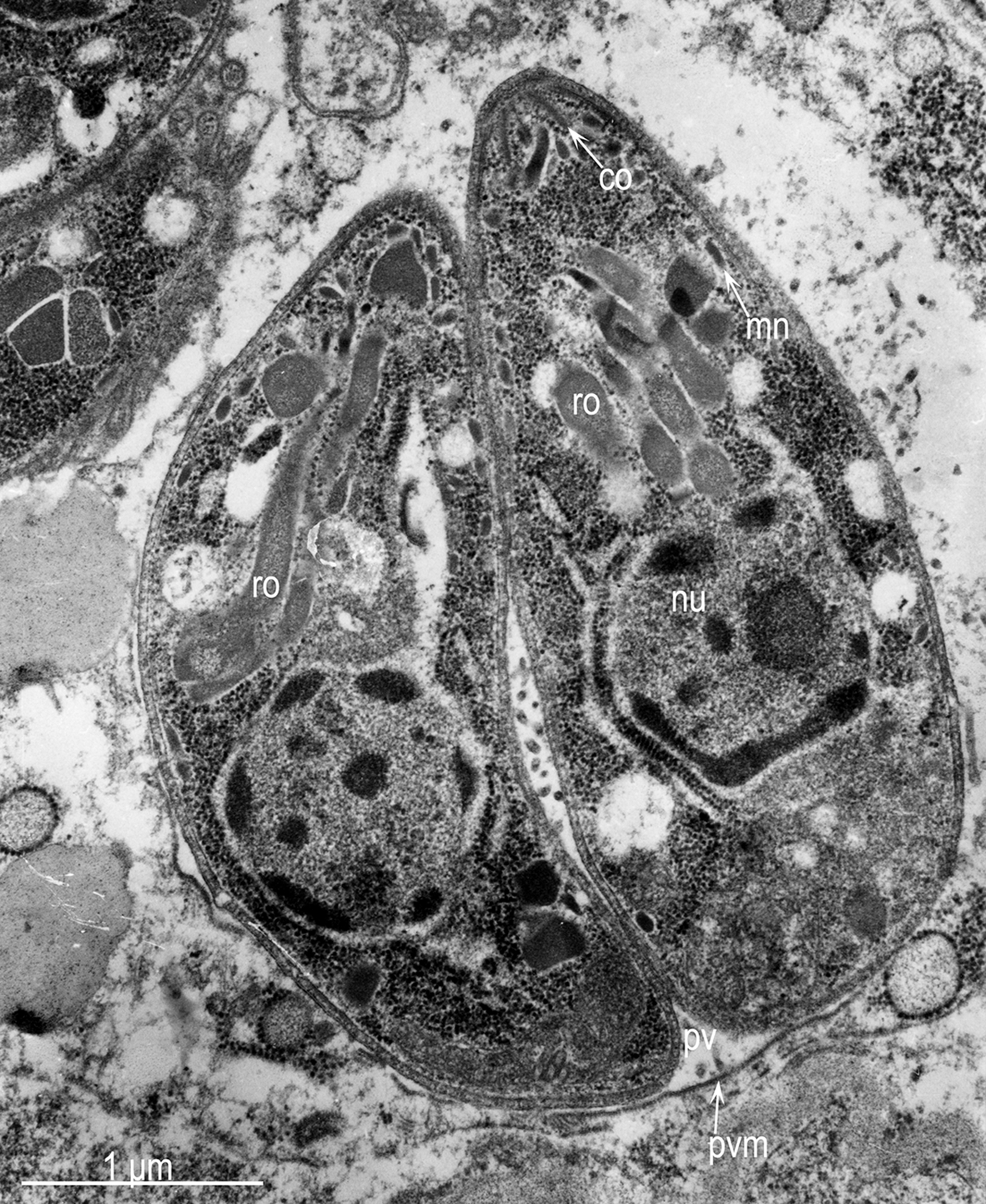
Toxoplasma gondii, microscopie électronique à transmission

## Débat scientifique relatif à la phylogénie desChromalveolata
La monophylie du groupe n'est pas avérée, ni celle des Chromistes (au sens classique) en son sein : comme montré ci-dessus, les Straménopiles pourraient être plus proches parents des Alvéolés que des Haptophytes et Cryptophytes dont la parenté au sein des Hacrobia semble de mieux en mieux vérifiée. Straménopiles et Alvéolés pourraient former un clade avec les Rhizaires (sans que les relations plus précises fassent encore l'objet d'un consensus).
Quant aux Héliozoaires, la polyphylie du groupe semble avérée, et ses différents taxons sont répartis entre Rétariens, Cercozoaires et Straménopiles, les seuls Centrohéliozoaires étant désormais rapprochés des Haptophytes et Cryptophytes.

### Classification selon Cavalier-Smith 1998
Cette classification n'est pas à proprement parler phylogénétique. Basée sur les nouvelles phylogénies, elle maintient néanmoins des taxons paraphylétiques, notamment à la base des lignées évolutives, par commodité. Elle maintient également la nomenclature traditionnelle (règnes, phyla, classes, etc.). 
Les deux principaux groupes, Chromistes et Alvéolés, ne sont pas réunis dans le même règne ; on trouvera ce qui concerne les Alvéolés, les Haptophytes et les Cryptophytes ► ici et ce qui concerne les Straménopiles ► là.

### Classification proposée par Adlet al.2005
Ce comité a proposé une nouvelle classification, remplaçant celle des anciens Protistes et tenant compte des phylogénies moléculaires récentes. Elle regroupe les Eucaryotes en six groupes réputés monophylétiques. Voici ce qui concerne les Chromalvéolés.

## En savoir plus
: document utilisé comme source pour la rédaction de cet article.

### Sources bibliographiques de référence
- Noriko Okamoto, Chitchai Chantangsi, Aleš Horák, Brian S. Leander et Patrick J. Keeling : « Molecular Phylogeny and Description of the Novel Katablepharid Roombia truncata gen. et sp. nov., and Establishment of the Hacrobia Taxon nov. », PLoS One, 2009
- Thomas Cavalier-Smith et Sophie von der Heyden : « Molecular phylogeny, scale evolution and taxonomy of centrohelid heliozoa », Molecular phylogenetics and evolution, vol.44, n°3, 2007, pp. 1186-1203
- Fabrice Not, Klaus Valentin, Khadidja Romari, Connie Lovejoy, Ramon Massana, Kerstin Töbe, Daniel Vaulot, Linda K. Medlin : « Picobiliphytes: AMarine Picoplanktonic Algal Group with Unknown Affinities to Other Eukaryotes », Science, vol. 315, 2007, pp. 253-255
- K. Shalchian-Tabrizi, W. Eikrem, D. Klaveness, D. Vaulot, M. A. Minge, F. Le Gall, K. Romari, J. Throndsen, A. Botnen, R. Massana, H. A. Thomsen et K. S. Jakobsen : « Telonemia, a new protist phylum with affinity to chromist lineages », Proc. R. Soc. B, vol. 273, 2006, pp.1833–1842
- Sina M. Adl et al. : « The New Higher Level Classification of Eukaryotes », J. Eukaryot. Microbiol., vol. 52, n°5, 2005, p. 399–451
- Hwan Su Yoon, Jeremiah D. Hackett, Gabriele Pinto et Debashish Bhattacharya : « The single, ancient origin of chromist plastids », P.N.A.S., vol. 99, n°24, 2002, pp. 15507-15512
- Thomas Cavalier-Smith : « A revised six-kingdom system of life », Biological reviews vol. 73, 1998, p. 203-266

### Autres sources bibliographiques
- Cabioc'h, J., Floc'h, J.-Y., Le Toquin, A., Boudouresque, C.F., 2006. Guide des algues des mers d'Europe, Delachaux et Niestlé (éd.).  (ISBN 260301384X).
- Bruno de Reviers, Biologie et phylogénie des algues, vol. 2 : tome 2, Paris, Belin, coll. « Belin Sup Sciences / Biologie », février 2003, 255 p. [détail de l’édition] (ISBN 2-7011-3512-5, ISSN 1158-3762)

### Sources internet
- Algaebase.org
- The Taxonomicon
- « Palaeos.org »(Archive.org • Wikiwix • Archive.is • Google • Que faire ?)
- « Micro*scope »(Archive.org • Wikiwix • Archive.is • Google • Que faire ?)
- NCBI Taxonomy Browser
- The Tree of Life Web Project